# منا (آرکانزاس)
منا (آرکانزاس) (به انگلیسی: Mena, Arkansas) یک شهر در ایالات متحده آمریکا با جمعیت ۵٬۷۳۷ نفر است که در آرکانزاس واقع شده‌است.

## موقعیت جغرافیایی
موقعیت جغرافیایی شهرها و مناطق اطراف به شرح زیر است: